# 風戸星那
風戸 星那（かざと せいな、1984年10月30日 - ）は、東京メトロポリタンテレビジョン（TOKYO MX）の元アナウンサー兼報道記者。

## 来歴・人物
千葉県千葉市出身、東京都文京区在住。
千葉敬愛高等学校、早稲田大学法学部卒業後、2007年にTOKYO MXに入社。総務部（社長秘書、採用担当）を経て、2009年7月に報道局（当時は「報道センター」）報道部に異動。同年12月1日の『TOKYO MX NEWS』でキャスターデビューした。2012年は高校野球の取材を担当した。同年9月までは定期出演していたが、10月改編でキャスター全てが外部のフリーアナウンサーのみとなった為降板。その後は記者として解説や、緊急時の台風情報等以外には出演が無くなった。
しかし2014年4月改編後、祝日等にイレギュラーで出演するようになった。さらに同年6月で土曜日キャスターの鹿内美沙が降板したため、再び同年7月から2015年3月まで土曜日担当として定期出演していた。2015年4月から2016年3月までは、平日夜間にTOKYO MXの他の記者とシフトで出演していた。
2017年10月から再び土曜日のニュースを担当。しかし、第二子出産のため、2019年1月26日の『TOKYO MX NEWS』をもって産休に入り、2020年6月26日より復帰した。

## 出演番組
- TOKYO MX NEWS
  - （不明）（2009年12月〜2012年9月）
  - 土曜日担当（2014年7月〜2015年3月）
  - 平日夜間担当（2015年4月〜2016年3月）※シフト勤務
  - 土曜日担当（2017年10月〜2019年1月26日[4]）
  - 木・金曜11:55・13:58担当（2020年6月26日〜2020年9月30日）
  - 不定期11:55・13:58担当（2020年10月1日〜2021年3月31日）
- MX news FLAG
  - 月曜日担当（2021年4月5日〜）
- アンコール！都響（2021年4月～） - MC兼企画構成